# Al cincilea anotimp (roman)
Al cincilea anotimp este un roman  de fantezie științifică din 2015 de N.K. Jemisin.  A fost distins cu Premiul Hugo pentru cel mai bun roman în 2016. Este primul volum din seria Broken Earth - Pământul sfărâmat și este urmat de Poarta Obeliscului și The Stone Sky.
A apărut în noiembrie 2017 la Editura Paladin în traducerea Laurei Ciobanu.

## Cadru
Romanul are loc pe o planetă cu un singur supercontinent numit Stillness -Neclintirea. La fiecare câteva secole, locuitorii săi suportă ceea ce ei numesc „al cincilea anotimp” marcat de schimbări climatice catastrofale. Al Cincilea Anotimp este o iarnă prelungită – cu o durată de cel puțin șase luni, declanșată de activitatea seismică sau de alte alterări la scară largă ale mediului.
Societatea este împărțită în mai multe caste, rase și specii. 
- Orogenii: Oameni cu capacitatea de a controla energia, în special cea a solului (direct) și temperatura (indirect). Ei pot provoca și preveni cutremure, iar atunci când sunt mâniați pot ucide neintenționat lucruri vii în „torul” lor sau zona de influență, prin furtul căldurii din corpul lor pentru a o utiliza ca energie pentru a manipula solul. Când se întâmplă acest lucru, în jurul lor apare un cerc vizibil de îngheț, iar lucrurile vii pot fi înghețate. Sunt foarte urâți și temuți, iar mulți sunt uciși de mafioții din orașele mici, când puterile lor sunt descoperite în copilărie. Dacă nu sunt uciși de familie sau comunitate, aceștia sunt dați unui tutore, pentru a fi instruiți într-o locație numită Fulcrum în interiorul orașului capitală Yumenes. Orogenii instruiți în Fulcrum sunt marcați de uniformele lor negre și sunt tolerați puțin mai bine decât orogenii neantrenați, prin faptul că nu sunt uciși la fel de des. Ei poartă inele pe degete pentru a le indica rangul, zece inele fiind cel mai înalt rang. Nodul „rogga” este folosit împotriva orogenilor, care, de asemenea, numesc pe non-orogeni „odihniți”.
- Gardieni: Războinici, vânători și asasini însărcinați cu controlul orogenilor prin durere și antrenament sau, alternativ, prin execuție. Sunt ordinea care supraveghează Fulcrumul. Despre ordinul lor se zvonește că a existat dinaintea Epicentrului. [7]
- Geomest (geomești): academicienii care studiază „geomestria”, care pare a fi o disciplină unică pe Stillness - Neclintire, combinând studiul geologiei cu chimia și alte științe fizice.
- Commless - Comleși: Oameni fără protecția unei așezări sau „com”, fie prin alegere, fie datorită expulzării din comm.
- Mâncători de piatră: ființe mișcătoare asemănătoare sculpturii.
- Sanzed Equatorial Affiliation - Afiliația Ecuatorială Sanze: Imperiul conducător. Națiunea este cunoscută formal sub denumirea de Old Sanze. Sanzed: Membru al rasei sanze.
- Ecuatorii: Oameni care trăiesc în orașele din regiunea ecuatorială mai stabile și mai bogate, precum Yumenes și Dibars.
- Midlatters: Oameni din zonele de nord (Nomidlats - Arctici) sau de sud (Somidlats - Antarctici) adiacente zonei ecuatorului. Multirasali.
- Bastarzi- Persoane născute în afara unei uzcaste, lucru posibil pentru băieții ai căror tați nu sunt cunoscuți. Cei care se disting pot obține permisiunea de a adopta o uzcastă și com-numele mamei lor.

Uz-caste: 
- Strongbacks- Spinări Late: o uz-castă muncitoare. Excesul de Strongbacks sunt goniți din coms în timpul anotimpurilor.
- Resistants - Rezistenți: o casă de oameni care se crede rezistentă la boli sau foamete. Ei au grijă de bolnavi, curăță latrine și îndeplinesc alte sarcini legate de sănătate și igienă.  Una dintre cele șapte uzcaste comune.
- Breeders - Prăsitori, Creșă: casta atribuită pentru a menține stabilă populația. Ei înșiși produc copii sau autorizează membrii comm cu trăsături dorite să aibă copii. Copiii neautorizați produși în timpul unui anotimp nu li se acordă o parte din magazinele comm și, prin urmare, pot muri de foame.
- Inovatori: o uz-castă de inventatori / intelectuali. Ingineri, medici și alte meserii de rezolvare a problemelor.
- Conducerea: o castă de oameni instruiți să conducă comm sau alte organizații importante. cineva poate fi adus în conducere împotriva voinței lor, dacă comm are o nevoie suficientă.

## Intrigă
Într-un prolog, un orogen extraordinar de puternic discută despre starea tristă a lumii și deplânge opresiunea asupra rasei sale. El își folosește apoi puterea enormă pentru a fractura întregul continent de-a lungul lungimii sale, amenințând să provoace cel mai grav sezon al cincilea din istoria înregistrată. Povestea urmărește apoi trei orogene feminine de-a lungul continentului din diferite perioade de timp: Essun, Damaya și Syenite. 

### Essun
Essun este o femeie de vârstă mijlocie, cu doi copii mici, care trăiesc într-o comună mică din sud, numită Tirimo. În secret, este o orogenă, un om cu capacitatea de a manipula pământul și piatra prin absorbția sau redirecționarea căldurii și a energiei din altă parte. Copiii ei au, de asemenea, abilități orogene, care se manifestă adesea subconștient, necesitând ca Essun să lucreze constant pentru a evita descoperirea lor. Într-o zi, ea ajunge acasă pentru a descoperi că fiul ei tânăr a fost bătut de moarte de soțul ei, după ce i-a dezvăluit din neatenție abilitățile orogenice. Soțul și-a luat fiica și a părăsit orașul. Amăgită de mâhnire și furie, ea șuntează instinctual cutremurul masiv din prolog, care tocmai a sosit din nord, în jurul comm. Acest lucru îl scutește de distrugerea completă, dar avertizează cetățenii că un orogen este în zonă. 
Din cauza cutremurului masiv și a semnelor răuvoitoare care vin din nord, orășenii sunt conștienți de faptul că un al cincilea anotimp este probabil iminent. Când Essun încearcă să părăsească satul, ea este descoperită ca fiind un orogen și o gloată supărată încearcă să o omoare. Într-un acces de furie, ucide mulți orădeni, scurgând căldura din corpul lor, înghețându-i, distrugând accidental singura alimentare cu apă a comm în acest proces. Fuge, intenționând să-și urmeze soțul și să-și recupereze fiica. 
La scurt timp după ce a părăsit comm, ea îl întâlnește pe Hoa, un băiat ciudat, cu pielea albă cu gheață și păr, care începe să o urmeze. El nu pare uman și mănâncă roci. Ea bănuiește că ar putea fi un mâncător de piatră, o rasă ciudată de statui vii care se pot mișca prin stâncă solidă, dar ea nu a mai văzut niciodată o mișcare a acestora deasupra pământului. Mai târziu o întâlnește pe Tonkee, o persoană commless și curioasă. Împreună, ei călătoresc spre sud, întâlnind marea devastare cauzată de „prăbușirea” spre nord. În cele din urmă, ajung la un comm ascuns numit Castrima, construit într-o imensă geodă subterană. 

### Damaya
Damaya este o fată tânără dintr-un comm nordic, descoperită recent de părinții ei ca fiind un orogen. Incapabili să o ucidă, o cheamă pe Schaffa, un gardian, să o colecteze. Gardienii sunt un ordin antic al unor oameni cu abilități supranaturale a căror sarcină unică este de a gestiona și controla orogenii. Ei controlează Fulcrum, o organizație care antrenează orogeni pentru a-și folosi abilitățile într-o manieră controlată; cu toate acestea, orogenii rămân o subclasă urâtă și temută, fără drepturi proprii. 
Pe măsură ce cei doi călătoresc de la casa lui Damaya spre Fulcrum, Schaffa începe pregătirea de care Damaya va avea nevoie pentru a deveni un orogen antrenat. În prima lecție, Schaffa rupe mâna lui Damaya, provocând-o să-și controleze puterile chiar și atunci când are mari dureri. Slujba lui, îi spune el, este să păstreze lumea în siguranță de ea. Când ea trece testul, ei își continuă călătoria. 
Damaya învață rapid și progresează prin rândul tinerilor orogeni, învățând să-și controleze puterile. Într-o noapte, fiica cea mică a unei familii înstărite cu legături politice se strecoară în ansamblu, curioasă de interiorul celei mai mari clădiri. Damaya o ajută cu reticență să intre, unde găsesc o groapă cu fațete uriașe, căptușită cu cioburi ascuțite de fier. Damaya este descoperită și unul dintre Gardieni încearcă să o omoare; cu toate acestea, Schaffa intră și cruță viața Damayei. El îi spune, de asemenea, că va trebui să-și facă imediat primul test de inel - un test care nu este dat în mod normal orogenilor până când nu au avut mult mai mult antrenament. Schaffa îi oferă astfel o șansă să se salveze. Este posibil să fi încălcat regulile Fulcrum, dar dacă poate dovedi că își poate controla puterile și să devină un orogen util, Gardienii o vor lăsa să trăiască. Damaya trece testul și este adusă formal în Fulcrum. Atunci își alege numele de orogen adult: Syenite. 

### Syenite
Syenite, o stea orogenă în ascensiune în Fulcrum, este asociată cu forța cu Alabaster, cel mai puternic orogen viu, pentru a concepe un copil cu el într-o călătorie de afaceri în mediul rural. Deși se dezamăgesc reciproc, nu au de ales în această chestiune. În timp ce călătoresc spre destinația lor, Alabaster face aluzie la cunoștințe ascunse despre obeliscuri, cristale ciudate de mărimea clădirilor care se plimbă haotic printre nori. Se presupune că sunt ruine lăsate de o civilizație foarte avansată care este moartă de mult. 
Pe parcurs, Alabaster îi arată una dintre stațiile nodale pe care Fulcrum le-a poziționat în jurul continentului. Oficial, fiecare conține un orogen a cărui sarcină este acela de a opri constant cutremure mici care ar putea pune în pericol continentul și se presupune că este o muncă plictisitoare. Alabaster îi dezvăluie realitatea, aceea că orogenii din noduri au fost mutilați și lobotomizați de la o vârstă fragedă, pentru a le permite să potolească cutremurele prin instinct, dar sunt supuși unei agonii și suferințe constante. Syenite este îngrozită de această  descoperire. 
Cei doi ajung la destinație, în Allia, un mic sat de pescuit care își pierde afacerea din cauza unui recif mare care le blochează portul; sarcina lor este să mute reciful. Acest lucru se află mult sub abilitățile lui Alabaster, dar la scurt timp după sosire, abia supraviețuiește unei încercări de asasinat, forțând-o pe Syenite să încerce să curețe ea singură portul. Spre șocul ei, ea descoperă că reciful este, de fapt, un obelisc aflat sub apă, care răspunde la prezența ei și se ridică în afara apei. Alarmat de această interacțiune între orogeni și obelisc, Fulcrum trimite un Gardian să-i omoare pe amândoi. Acesta reușește să-l pună la pământ pe Alabaster și este pe cale s-o omoare pe Syenite când instinctiv apelează  la obelisc cu puterea ei. Obeliscul distruge complet satul de pescari și Syenite scapă. 
Ea se trezește mult mai târziu pe o insulă populată din largul coastei, fiind salvată împreună cu Alabaster de către un mâncător de piatră numit Antimony. Liderul insulei este Innon, un exemplu foarte rar de orogen neantrenat care trăiește liber în societate. Ea și Alabaster sunt acceptați acolo și ambii intră în cele din urmă într-o relație amoroasă poliamoroasă cu Innon. Syenite concepe un copil cu Alabaster și îl crește în pace pe insulă timp  de câțiva ani. 
Cu toate acestea, în cele din urmă sunt descoperiți de Fulcrum, care trimite mai multe nave cu Gardieni pentru a-i prelua. Alabaster este răpit de mâncătorii de piatră înainte de a organiza o apărare de succes. Innon este ucis în fața Syenitei de unul dintre Gardieni, iar Schaffa se apropie pentru a-i lua copilul. Își ucide copilul, pentru a-l scăpa de suferințele viitoare provocate de Fulcrum sau să fie lobotomizat pentru stațiile nodale. În mâhnirea și furia ei, își trage puterea de la un obelisc din apropiere, distrugând nava și ucigând majoritatea gardienilor prezenți, precum și pe mulți de pe insulă. 

### Essun
Ajungând la Castrima, Essun realizează că o veche cunoștință o aștepta: Alabaster. Aici se dezvăluie că Damaya, Syenite și Essun sunt toate aceeași femeie în diferite momente din viața ei; Syenite (bătrâna Damaya) și Alabaster au supraviețuit atacului de pe insulă, iar ea s-a ascuns ca Essun pentru a încerca să înceapă o viață nouă, în timp ce Alabaster trăiește într-o izolare forțată printre mâncătorii de piatră. Essun realizează că Alabaster a crăpat continentul pe jumătate, declanșând actualul anotimp al cincilea și probabil că va distruge toată civilizația în acest proces. El afirmă că era necesar să-și îndeplinească planul de a nu mai exista niciodată al cincilea anotimp și încheie cu: „Ați auzit vreodată despre ceva numit lună?” 

## Personaje
Numele în Neclintire sunt formate dintr-un nume propriu, urmat de castă (profesie), urmat de comm (comunitate, oraș, târg sau sat). De exemplu, Schaffa Guardian Warrant este un gardian pe nume Schaffa din localitatea Warrant. Orogenii au un nume (de obicei) cu temă geologică, casta Orogene și organizația lor, Fulcrum. 
- Damaya: un copil care este dat unui gardian după ce este descoperit ca un orogen. Ea este dintr-o localitate numită Palela în Nomidlats (latitudinile mijlocii dinspre nord).
- Schaffa Guardian Warrant: un om responsabil pentru pregătirea lui Damaya. Pielea lui este „aproape albă, este atât de palidă ca o hârtie; trebuie să fumeze și să se bronzeze în lumina puternică a soarelui”. El are „părul lung”, de „un negru profund adânc”. Are ochii „argintiu-cenușiu” sau „albi ca de gheață”.
- Syenite: cunoscută și sub numele de Syen, un orogen ambițios cu patru inele al Fulcrumului, este instruită să meargă într-o misiune cu un orogen de nivel superior numit Alabaster.
- Alabaster: un orogen cu cel mai înalt nivel cu zece inele, capabil să anuleze supra-vulcanii și cu o putere și un control dincolo de capacitățile altor orogeni. El are „pielea atât de închisă încât este aproape albastru”[3]
- Essun: o mamă orogenă a doi copii, care își părăsește orașelul  Tirimo pentru a-și urmări soțul și fiica. Spre deosebire de celelalte, capitolele lui Essun sunt scrise la persoana a doua, un prezent-tensionat.
- Jija: soțul lui Essun, care îi ucide fiul Uche și o răpește pe fiica Nassun.
- Hoa: un băiat misterios care o găsește pe Essun în pădure și o însoțește în călătoria ei. Culoarea lui este complet albă, inclusiv ochii albi de gheață.
- Feldspar: instructorul Syenitei la Fulcrum, care îi dă ordin să meargă într-o misiune cu Alabaster pentru a elimina un blocaj de corali în portul Allia.
- Tonkee: un geomest instruit la universitate, dar fără voia sa (geomest  - un om de știință care studiază pământul, chimia și fizica), care acum locuiește într-o peșteră.
- Binof Leadership Yumenes: fiica unei familii puternice care are nevoie de ajutorul Damayei.
- Innon Resistant Meov: un lider al unei comunități insulare de pirați. El este descris ca un „bărbat înalt cu haine de la trei națiuni diferite - toate înfricoșătoare”.

Personaje minore:
- Lerna: un tânăr doctor din Tirimo care are grijă de Essun pentru scurt timp după moartea fiului ei.
- Rask Innovator Tirimo: șeful ales al orașului.
- Muh Dear: bunica Damayei.
- Mama: mama Damayei, o puternică -Strongback.
- Tatăl: tatăl Damayei, un rezistent.
- Asael Leadership Allia: unul dintre cei șase viceguvernatori din Allia.
- Heresmith Leadership Allia: locotenentul guvernator al Allia.

## Recepție
Recenzia The New York Times privind The Fifth Season ne invită să ne imaginăm o dezmembrare a pământului, atât literal cât și metaforic, și sugerează posibilitatea unei scăpări mai bogate și mai fundamentale. Sfârșitul lumii devine un triumf atunci când lumea este monstruoasă, chiar dacă ceea ce se află dincolo este greu de conceput pentru cei care sunt prinși în ea. "  NPR a scris că „Jemisin ilustrează cu strălucire credința că, da, construirea lumii imaginative este un element vital al fanteziei - dar și că fiecare personaj este o lume în sine pentru autoare”.
Aceasta este prima dintre cele trei cărți din seria Broken Earth. Al doilea roman din trilogie, Poarta obeliscului, a fost publicat pe 16 august 2016 și a câștigat un premiu Hugo pentru cel mai bun roman în 2017  A treia carte, Cerul de piatră, a fost publicată în august 2017 și a câștigat Premiul Hugo 2018 pentru cel mai bun roman.
În august 2017, a fost anunțat că The Fifth Season va  fi adaptat pentru televiziune de TNT. 

### Premii
The Fifth Season a fost distins cu Premiul Hugo pentru cel mai bun romană la cea de - a 74-a convenție  World Science Fiction la 20 august 2016.  De asemenea, a câștigat premiul Sputnik,   a fost nominalizat la Nebula Award  și World Fantasy Award la categoria cel mai bun roman. 

## Ecranizări
Al cincilea anotimp va fi adaptat ca un serial TNT cu Leigh Dana Jackson ca scenaristă și Dan Friedkin, Tim Kring și Justin Levy ca producători executivi.

## Vezi și
- 2015 în științifico-fantastic